# متلازمة ستكلر
متلازمة ستكلر هي مجموعة من الاضطرابات الوراثية النادرة جدًا، والتي تصيب النسيج الضام، وتحديداً الكولاجين. وصف الدكتور ستكلر عام 1965 خمسة أجيال من أسرة واحدة لديها ضعف سمع ومشاكل في البصر. تبعها وصف لحالات لديها مشكلات في المفاصل. ولذلك، فإن هذا المرض يؤدي إلى ضعف في السمع ويتبعه حدوث انفصال للشبكية، وعند البلوغ، يعاني الشخص المصاب بمشكلات وآلام في المفاصل مشابهة للروماتزم.

## الصمم
الكثير ممن لديهم هذه المتلازمة يعانون من ضعف السمع، ناتج عن خلل في قناة استكين، خاصة إذا وُجد خلل في سقف الحلق. وهناك نسبة قليلة لديهم ضعف سمعي حسي عصبي لمستويات التردد العليا (بالإنجليزية: High frequency sensorineural hearing loss).

## الوراثة
هذا المرض ناتج عن طفرة في أحد جينات الكولاجين 2، والمُسمى بالكولاجين، النوع الثاني، ألفا 1 (بالإنجليزية: COL2AI)، والذي يقع على الذراع الطويلة لكروموسوم 12. وهو ينتقل بالوراثة السائدة، وهذا يعني أن احتمال أن يتكرر 50% في كل مرة تحمل فيها الزوجة هذا إذا كان أحد الأبوين لديه نفس المرض. أما إذا كان سليم، فإنها تعتبر طفرة جديدة، واحتمال تكرارها يقل عن 1%.

## الأعراض
إن أهم أعراض هذا المرض هو تسطح الوجه مع انخفاض الجزء الأوسط من الوجه والأنف، وشق في سقف الحلق، وانفصال للشبكية، وعتامة في عدسة العين، ومشاكل في المفاصل.

### الوجه
يحدث تسطح في الوجه، وانخفاض في مستوى الأنف مع صغر الأنف وارتفاع المنخرين إلى أعلى، وجحوظ في العينين، وزوائد جلدية على الطرف العيني من الداخل (بالإنجليزية: Epicanthal folds). يحدث أيضا ضعف السمع. وعيوب خلقية في الأسنان. وصغر في الفك السفلي. وشق في سقف الحلق. وقد يُشخص المرض على أنه متلازمة بيير روبين في البداية نتيجة لصغر الفك السفلي وشق الحلق.

### العينين
يحدث قصر في النظر (8 إلى 18 ديوبر)، ويظهر في وقت مبكر، وقبل إتمام السنة العاشرة من العمر. أيضا يحدث تآكل في طبقة الشبكية (بالإنجليزية: Chorioretinal Degeneration). وانفصال الشبكية (بالإنجليزية: Retinal detachment). وعتامة في العدسة (بالإنجليزية: Cataract).

### العظام والمفاصل
يحدث ارتخاء في العضلات. ومرونة في المفاصل. وانحراف وحنف في القدمين (بالإنجليزية: Clubfoot). وبروز وضخامة في المفاصل. ومشاكل في المفاصل مع تقدم العمر وبعد البلوغ، مع أنها من الممكن أن تظهر في سن مبكر. وآلام تشبه آلام الروماتزم مع تآكل في الغضروف المبطن للمفاصل، ومع تغيرات في العظام والفقرات.

### أعراض أخرى
ترجيع في الصمام الميترالي (بالإنجليزية: Mitral valve prolapse) في القلب في 45% من المصابين بهذا المرض. في العادة، لا تؤثر المتلازمة على العقل، ولا تكون مصحوبة بتأخر عقلي إلا في الحالات النادرة جدا.

## وصلات خارجية
- Stickler Involved People, the U.S. support group for those with Stickler Syndrome
- Information about Stickler Syndrome from Seattle Children's Craniofacial Center
- UK Stickler Syndrome Support Group
- Vision Support Guide نسخة محفوظة 21 ديسمبر 2006 على موقع واي باك مشين.
- US Stickler Syndrome Support Group
- GeneReviews/NCBI/NIH/UW entry on Stickler Syndrome
- Who named it?
- Information sur le Syndrome de Stickler  French written website on Stickler Syndrome.